# Francesc de Vilaplana i d'Agulló
Francesc de Vilaplana i d'Agulló (Copons, Anoia, 1597 - Perpinyà, 1649), Senyor de Balsareny de Segarra i d'el Soler d'Avall i castlà de Copons, actuà en representació del seu oncle Pau Claris durant les negociacions que es dugueren a terme amb la Monarquia francesa els mesos previs a l'entrada de Catalunya en la Guerra dels Segadors.
Fill i hereu del cavaller Antoni de Vilaplana i Seragut, fou condemnat el 1620 a reclusió per haver matat el governador a Copons. Commutada la pena pel servei a Flandes el 1634, s'evadí prop de Perpinyà.
Vilaplana era nebot de Pau Claris i inicià en nom d'ell les negociacions amb els francesos quan Catalunya es revoltà contra el rei de Castella. El 1640 intervingué, amb Ramon de Guimerà i de Francesc de Tamarit, en la negociació del Pacte de Ceret, que establia les bases de l'ajuda militar francesa davant la invasió castellana. El desembre acompanyà el representant francès Baró d'Espenan a Barcelona i a Tarragona, i en fugir aquest, agrupà una petita força de cavalleria al Penedès per a enfrontar-la a l'exèrcit castellà del marquès de Los Vélez. A la mort de Pau Claris el 1641, lluità encara al Rosselló, però deixà de tenir càrrecs de responsabilitat. El 1643 va desplaçar-se a París per queixar-se sobre els excessos dels soldats francesos a Catalunya.